# André Maschinot
André Maschinot (n. 28 iunie 1903, Valdoie⁠(d), Franche-Comté⁠(d), Franța – d. 7 martie 1963, Colmar, région Alsace⁠(d), Franța) a fost un jucător francez de fotbal. A jucat pentru FC Sochaux și pentru Franța la Campionatul Mondial de Fotbal 1930. A marcat două goluri la primul meci din istoria Campionatului Mondial împotriva Mexicului.